# John James Waterston
John James Waterston   (Edimburg, 1811 - Edimburg, 18 de juny de 1883) va ser un científic escocès. Waterston és recordat sobre tot pel seu treball sobre teoria cinètica del gasos, que fou rebutjat per la Royal Society, però que va ser redescobert per lord Raleigh el 1892 i que conté una completa descripció de la teoria. També va publicar altres obres sobre química i astronomia,
La família Waterston eren uns rics fabricants de lacre a Edimburg. John James va ser el sisè fill de nou. Tots van rebre una cuidada educació, tan a casa com a l'institut d'Edimburg. John James Waterston va entrar a la universitat d'Edimburg, on va estudiar matemàtiques amb el professor John Leslie; però també va estudiar anatomia, cirurgia, química i literatura, mentre treballava com aprenent a la l'enginyeria Grainger & Miller.
El 1832 va marxar a Londres, on va treballar amb un important enginyer civil, James Walker, amb la intenció de fer aquesta carrera professional, però la dedicació que li exigia era tan alta que no li quedava temps pels seus estudis científics, ja que havia de viatjar per tot el país fent de topògraf. per això va optar i aconseguir tres anys després un lloc al departament d'hidrografia del Almirallat Britànic. El 1839 va obtenir el lloc d'instructor naval a la Companyia Britànica de les Índies Orientals a la citat de Bombai (actual Índia).
El 1843 va publicar un llibre, amb el títol de Thoughts on the Mental Functions (i  el subtítol de un intent de tractar la metafísica com una branca de la fisiologia del sistema nerviós), que també es considera pioner en el camp de la psicologia fisiològica.
El 1857 va retornar a Escòcia. Va desaparèixer a Edimburg el 1883, en sortir a passejar, probablement ofegat després de patir un mareig mentre anava per la vora del mar, però el seu cadàver no es va trobar mai. El 1890 va ser declarat oficialment mort per decisió judicial.